# Et saludo, Maria
Et saludo, Maria (títol original en francès, Je vous salue, Marie) és una pel·lícula franco-suïssa de Jean-Luc Godard, estrenada el 1985 i doblada al català.

## Argument
Marie és estudiant, juga a basquet i treballa a l'estació de servei del seu pare. Joseph és un taxista una mica perdut. L'àngel Gabriel ha de portar Joseph a acceptar l'embaràs de Marie. Una breu història paral·lela segueix Eva i el seu amant.

## Repartiment
- Myriem Roussel: Marie
- Thierry Rode: Joseph
- Marie Poitou
- Philippe Lacoste: L'àngel Gabriel
- Manon Andersen:La noieta
- Malachi Jara Kohan: Jesús
- Juliette Binoche: Juliette
- Anne Gautier: Eva

## Comentaris
Godard transposa el relat de la Nativitat al món modern. Joseph és taxista i s'assabenta que la seva promesa Marie està embarassada. Fa un paral·lel entre el misteri de la concepció d'un nen i el de la creació per l'artista d'un quadre.
Aquesta pel·lícula, tanmateix mesurada i púdica, acompanyat de la música de Johann Sebastian Bach i d'Antonín Dvořák, va provocar a la seva estrena un escàndol. Un grup d'integristes catòlics es van manifestar a Nantes contra la pel·lícula i el seu autor.
Je vous salue, Marie és el primer examen de Jean-Luc Godard de la vida espiritual moderna. Aquesta complexa pel·lícula episòdica és paral·lela a la història d'un actual Joseph (Theirry Rode) i Mary (Myriem Roussel) amb una classe de ciència que estudia els orígens de vida a terra. Joseph és taxista i Mary juga a l'equip de bàsquet femení. Un àngel (Philippe Lacoste) li diu a Mary que està embarassada. Quan li diu a Joseph, acusa Mary d'haver-la enganyada. El professor de ciències (Johan Leysen), que està tenint un embolic amb una de les seves estudiants (Anne Gauthier), presenta la teoria que la vida va arribar a la Terra des d'algun lloc llunyà de l'univers. Godard munta escenes a partir d'aquestes dues idees sobre la relació entre l'esperit i el cos, i com és venir del buit. La pel·lícula s'omple d'imatges de llum que cau sobre el camp. Godard fa que els seus fotògrafs Jean-Bernard Menoud i Jacques Firmann rodin directament al sol i captin fotos de lluminositat pura. Je vous salue, Marie és presentat per un curtmetratge de la companya de Godard Anne-Marie Miéville titulat Le Livre de Maire, la història d'una noia anomenada Marie els pares de la qual se separen.